# Estrepada
En una embarcación, se llama estrepada al esfuerzo conjunto de muchas personas y de una sola vez para tirar de un cabo, bogar etc. También se llama así al tirón, estrechón, sacudida o golpe de percusión que de este mismo esfuerzo o por cualquiera otra causa sufre un cabo o cable. Zuloaga le llama a veces tirazón.

## Expresiones relacionadas
- Halar a estrepadas: tirar de un cabo no seguidamente sino a estrechones.
- Unir a la estrepada: unir su esfuerzo los que tiran de un cabo al dar el estrechón o unir el movimiento con que este se ejecuta.
- Aguantar la estrepada: resistir un cable o cabo el estrechón que sufre y sostener los bogadores su esfuerzo al tirar de los remos sin repetirlo tan inmediatamente.
- Llevárselo de la estrepada o de una estrepada: tirar tan eficaz y constantemente del cabo con que se maniobra, que se logre el objeto con solo un esfuerzo más o menos prolongado.
- Ir o llegar de la estrepada hasta tal parte: trasladarse el buque o bote desde donde se halla o hallaba, hasta el paraje de que se trata, con tan solo el empuje de la velocidad adquirida anteriormente.